# Hasses bästa volym 1
Hasses bästa volym 1 är ett album av Hasse Andersson, släppt 1993. Albumet innehåller nyinspelningar av melodier från hans dagar som artist på Sonet Grammofon AB, anledningen till att han var tvungen att spela in melodierna på nytt var att han inte äger rättigheterna till sina inspelningar på Sonet Grammofon AB.

## Låtlista
1. "Änglahund"
2. "Höstens sista blomma"
3. "Hej Hasse Hej"
4. "Marknadsvarité"
5. "Vinterepos"
6. "Skomagare Anton"
7. "Ann-Christine"
8. "Frälsningssoldaten"
9. "Måsen"
10. "Dans på Vejby ängar"
11. "Utvikta Susanne"
12. "Arrendatorns klagan"
13. "Eva-Lena"
14. "Här är jag"
15. "Sista seglatsen"